# Euoplocephalus
Euoplocephalus är ett släkte dinosaurier av familjen Ankylosauromorpha som omfattar en eller möjligen två arter.
Dess kropp var täckt med pansar för skydd mot rovdinosaurier. Euoplocephalus hade även en benklubba i änden av sin svans vilken den använde mot angripare.
Euoplocephalus var fågelhöftad och en växtätare. Den kunde väga upp till 3 ton och bli 5 meter lång.
Euoplocephalus tutus var en av arterna.
Det finns möjligt att det finns en art till av släktet Euoplocephalus nämligen Euoplocephalus acutosquameus. Man har hittat djur av arten Euoplocephalus tutus med större klubba än normalt. Detta kan vara Euoplocephalus acutosquameus. 